# Vulgo

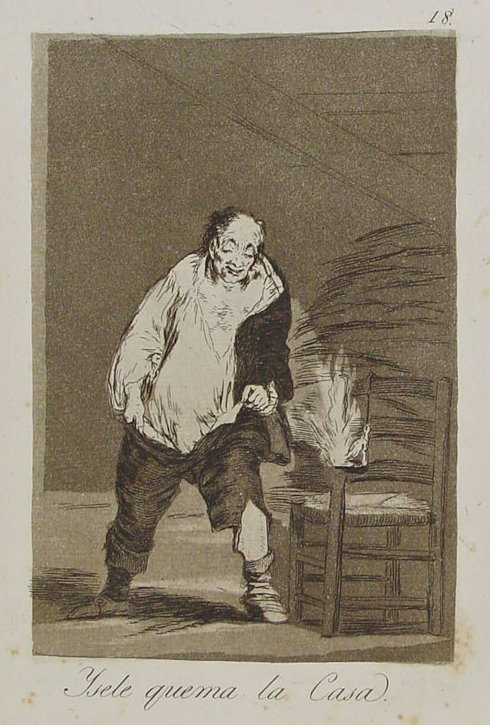
Y se le quema la casa, grabado de Francisco de Goya de la serie Los Caprichos (1799). Con este dibujo, Goya critica los vicios de la baja sociedad española del siglo XVIII, especialmente el alcoholismo, mostrando a un individuo ebrio, incapaz de vestirse, mientras su casa comienza a arder por sus descuidos.

Vulgo y chusma son términos despectivos con los que se designa a las clases bajas, que con términos más neutros (o, en su caso admirativos) se designan como muchedumbre, plebe, el común, el pueblo o las masas.
El término "vulgo" deriva del latín vulgus, y se aplica tanto al "común o conjunto de la gente popular" como a los que tienen conocimientos rudimentarios de alguna materia.
El término "chusma" deriva de la palabra genovesa antigua para designar al conjunto de los galeotes (ciüsma), que a su vez deriva de la palabra griega κέλευσμα, el "canto acompasado del remero jefe para dirigir el movimiento de los remos".
Lo vulgar es lo propio de esas capas de la población, como en origen fueron las lenguas vulgares por oposición al latín, la lengua eclesiástica y de cultura durante la Edad Media y el Antiguo Régimen.
El tópico literario latino odi profanum vulgus (odio al vulgo ignorante), y el tratamiento literario de la figura del rústico responden a esa perspectiva, propia de la visión de las clases altas sobre las inferiores, iletradas.
Las Coplas de Mingo Revulgo de Hernando del Pulgar son un ejemplo del uso del concepto en la literatura medieval.
El concepto de vulgarización, además de su significado en mercadotecnia (marca vulgarizada), es equivalente a popularización o, en su caso, a divulgación científica o a la traducción de un texto de una lengua clásica a una lengua vulgar. También a la frecuentación de los ambientes y la adopción de las costumbres y diversiones populares por las clases altas, que en España desde el siglo XVIII se denominó casticismo.

## Denominaciones locales
En Argentina y Uruguay se denomina "grasa" a la "persona de hábitos y preferencias vulgares", ya que "chusma" es un término aplicado a una persona chismosa.